# Orta
Az Orta egy olaszországi folyó, mely a Majella-hegységből ered, majd Sant’Eufemia a Maiella mellett az Aterno-Pescara folyóba torkollik. Mellékfolyója az Orfento.